# Chủ tịch hội đồng vùng (Pháp)
Tại Pháp, Chủ tịch hội đồng vùng (French: Président du conseil régional) là viên chức được bầu lên để lãnh đạo hội đồng của một vùng hành chính Pháp. Xin đừng lầm lẫn chức vụ này với chức vụ thủ hiến, là người đại diện của chính phủ trung ương tại vùng.

## Danh sách các chủ tịch hội đồng vùng
| Vùng                       | 2010-2014                                                     | 2004-2010                                                        | 1998-2004                                                                 | 1992-1998                                                               |
| -------------------------- | ------------------------------------------------------------- | ---------------------------------------------------------------- | ------------------------------------------------------------------------- | ----------------------------------------------------------------------- |
| Alsace                     | Philippe Richert                                              | Adrien Zeller (mất năm 2009) kế nhiệm bởi André Reichardt        | Adrien Zeller                                                             | Marcel Rudloff (mất năm 1996) kế nhiệm bởi Adrien Zeller                |
| Aquitaine                  | Alain Rousset                                                 | Alain Rousset                                                    | Alain Rousset                                                             | Jacques Valade                                                          |
| Auvergne                   | René Souchon                                                  | Pierre-Joël Bonté (mất năm 2006) kế nhiệm bởi René Souchon       | Valéry Giscard d'Estaing                                                  | Valéry Giscard d'Estaing                                                |
| Basse-Normandie            | Philippe Duron                                                | Philippe Duron                                                   | René Garrec                                                               | René Garrec                                                             |
| Bourgogne                  | François Patriat                                              | François Patriat                                                 | Jean-Pierre Soisson                                                       | Jean-Pierre Soisson (từ chức năm 1993) kế nhiệm bởi Jean-François Bazin |
| Bretagne                   | Jean-Yves Le Drian                                            | Jean-Yves Le Drian                                               | Josselin de Rohan                                                         | Yvon Bourges                                                            |
| Centre                     | François Bonneau                                              | Michel Sapin (từ chức năm 2007) kế nhiệm bởi François Bonneau    | Michel Sapin (từ chức năm 2000) kế nhiệm bởi Alain Rafesthain             | Maurice Dousset                                                         |
| Champagne-Ardenne          | Jean-Paul Bachy                                               | Jean-Paul Bachy                                                  | Jean-Claude Étienne                                                       | Jean Kaltenbach                                                         |
| Corse                      | Paul Giacobbi*                                                | Ange Santini*                                                    | Jean Baggioni*                                                            | Jean Baggioni*                                                          |
| Franche-Comté              | Marie-Marguerite Dufay                                        | Raymond Forni (mất năm 2008) kế nhiệm bởi Marie-Marguerite Dufay | Jean-François Humbert                                                     | Pierre Chantelat                                                        |
| Guadeloupe                 | Victorin Lurel                                                | Victorin Lurel                                                   | Lucette Michaux-Chevry                                                    | Lucette Michaux-Chevry                                                  |
| French Guiana              | Rodolphe Alexandre                                            | Antoine Karam                                                    | Antoine Karam                                                             | Antoine Karam                                                           |
| Île-de-France              | Jean-Paul Huchon                                              | Jean-Paul Huchon                                                 | Jean-Paul Huchon                                                          | Michel Giraud                                                           |
| Haute-Normandie            | Alain Le Vern                                                 | Alain Le Vern                                                    | Alain Le Vern                                                             | Antoine Rufenacht                                                       |
| Languedoc-Roussillon       | Georges Frêche (mất năm 2010) kế nhiệm bởi Christian Bourquin | Georges Frêche                                                   | Jacques Blanc                                                             | Jacques Blanc                                                           |
| Limousin                   | Jean-Paul Denanot                                             | Jean-Paul Denanot                                                | Robert Savy                                                               | Robert Savy                                                             |
| Lorraine                   | Jean-Pierre Masseret                                          | Jean-Pierre Masseret                                             | Gérard Longuet                                                            | Gérard Longuet                                                          |
| Martinique                 | Serge Letchimy                                                | Alfred Marie-Jeanne                                              | Alfred Marie-Jeanne                                                       | Émile Capgras                                                           |
| Midi-Pyrénées              | Martin Malvy                                                  | Martin Malvy                                                     | Martin Malvy                                                              | Marc Censi                                                              |
| Nord-Pas de Calais         | Daniel Percheron                                              | Daniel Percheron                                                 | Michel Delebarre (từ chức năm 2001) kế nhiệm bởi Daniel Percheron         | Marie-Christine Blandin                                                 |
| Provence-Alpes-Côte d'Azur | Michel Vauzelle                                               | Michel Vauzelle                                                  | Jean-Claude Gaudin                                                        | Jean-Claude Gaudin                                                      |
| Pays de la Loire           | Jacques Auxiette                                              | Jacques Auxiette                                                 | François Fillon (từ chức năm 2002) kế nhiệm bởi Jean-Luc Harousseau       | Olivier Guichard                                                        |
| Picardie                   | Claude Gewerc                                                 | Claude Gewerc                                                    | Charles Baur                                                              | Charles Baur                                                            |
| Poitou-Charentes           | Ségolène Royal                                                | Ségolène Royal                                                   | Jean-Pierre Raffarin (từ chức năm 2002) kế nhiệm bởi Élisabeth Morin      | Jean-Pierre Raffarin                                                    |
| Réunion                    | Didier Robert                                                 | Paul Vergès                                                      | Paul Vergès                                                               | Camille Sudre (bất tín nhiệm năm 1993) kế nhiệm bởi Margie Sudre        |
| Rhône-Alpes                | Jean-Jack Queyranne                                           | Jean-Jack Queyranne                                              | Charles Millon (bất tín nhiệm năm 1999) kế nhiệm bởi Anne-Marie Comparini | Charles Millon                                                          |

*Chủ tịch Hội đồng hành chính Corse